# Niestronno
Niestronno – wieś w Polsce położona w województwie kujawsko-pomorskim, w powiecie mogileńskim, w gminie Mogilno.

## Podział administracyjny
Wieś duchowna, własność kapituły katedralnej gnieźnieńskiej, pod koniec XVI wieku leżała w powiecie gnieźnieńskim województwa kaliskiego. W latach 1975–1998 miejscowość administracyjnie należała do województwa bydgoskiego.

## Demografia
Według Narodowego Spisu Powszechnego (III 2011 r.) liczyła 303 mieszkańców. Jest dziewiętnastą co do wielkości miejscowością gminy Mogilno.

## Zabytki
Według rejestru zabytków NID na listę zabytków wpisane są: drewniany kościół pw. św. Michała Archanioła z 1742 i 1914 oraz drewniana brama-dzwonnica z XVIII w., nr rej.: A/795/1-2 z 9.09.1991.

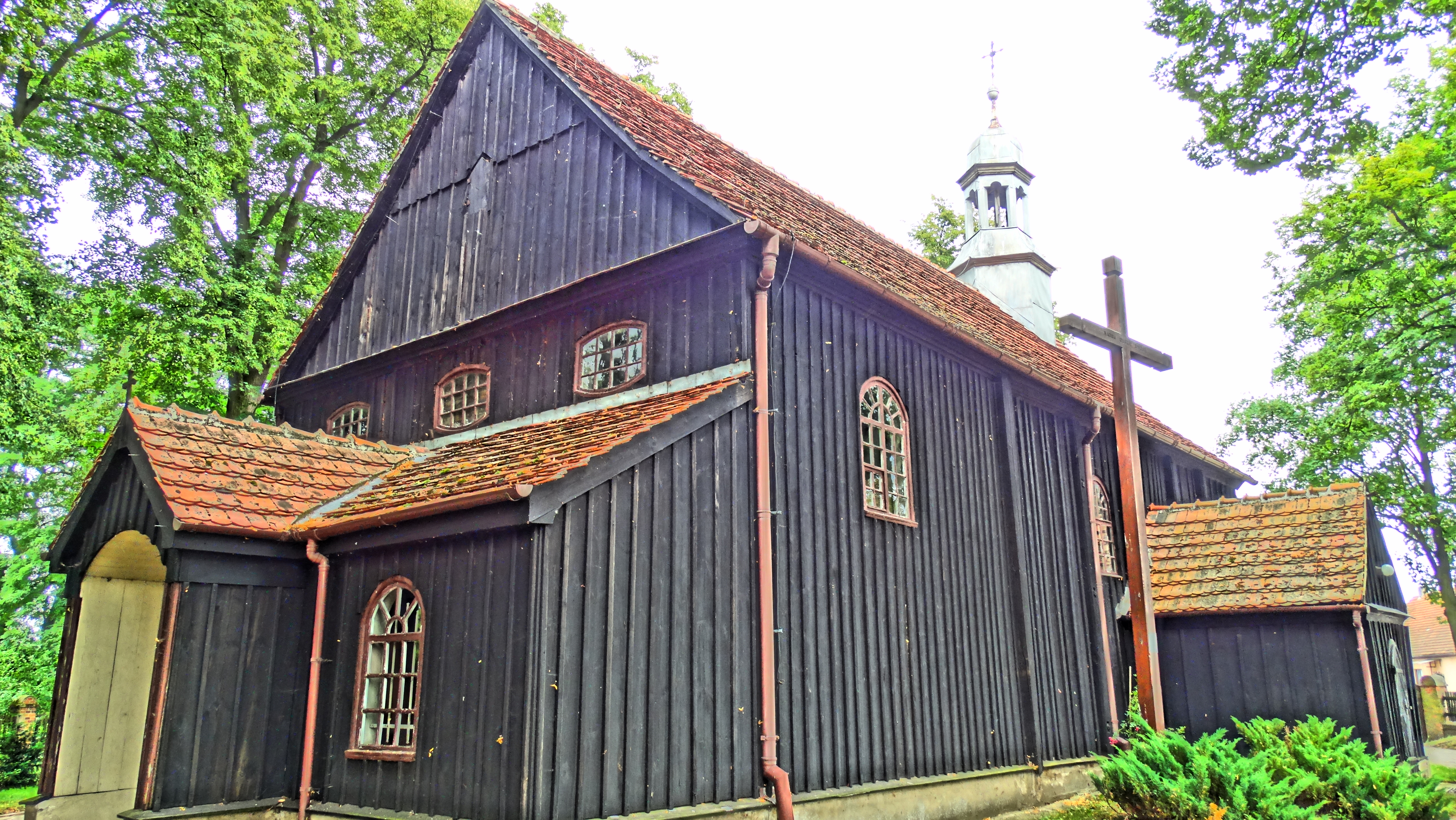
Kościół pw. św. Michała Archanioła
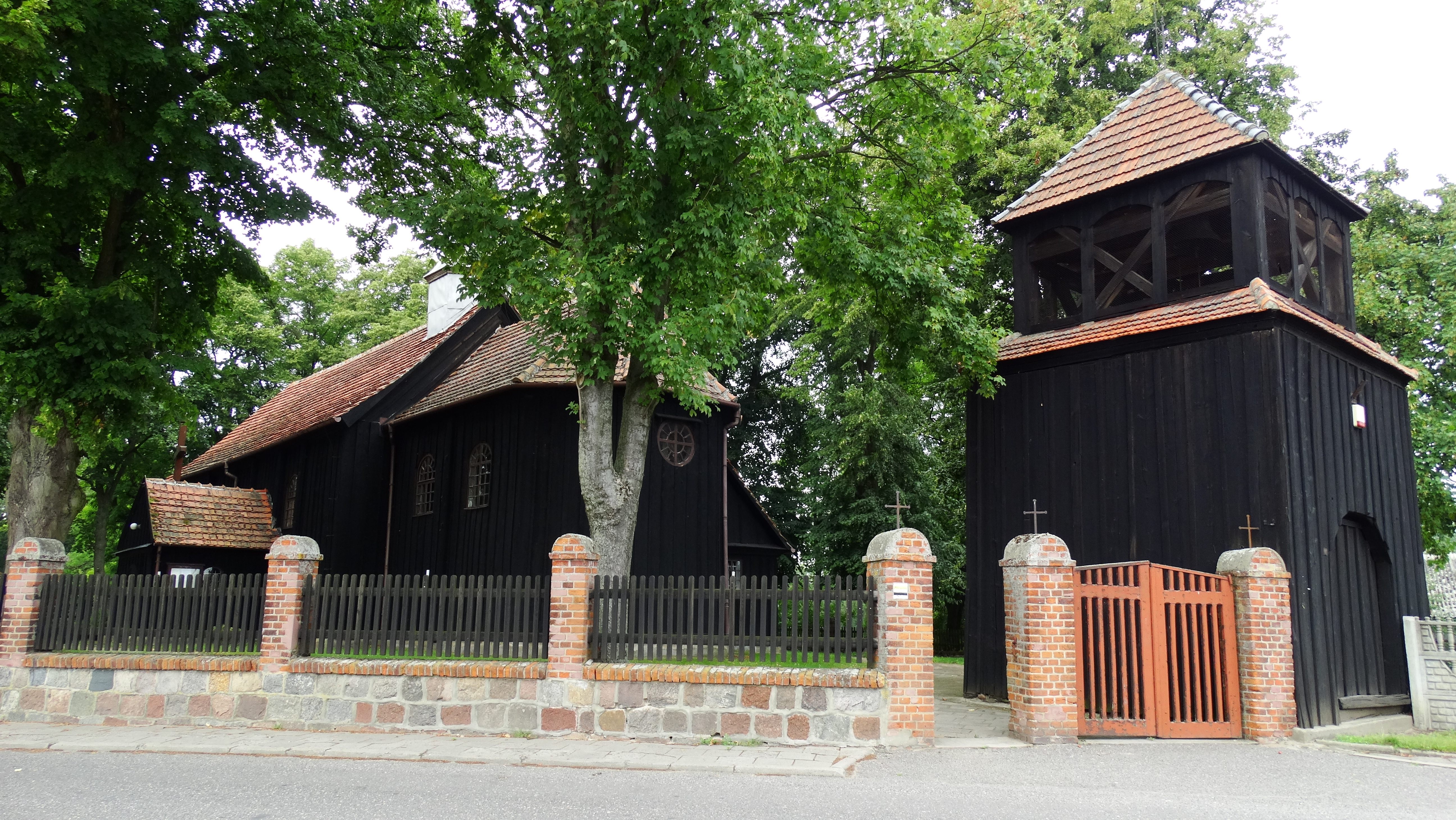
Kościół i dzwonnica
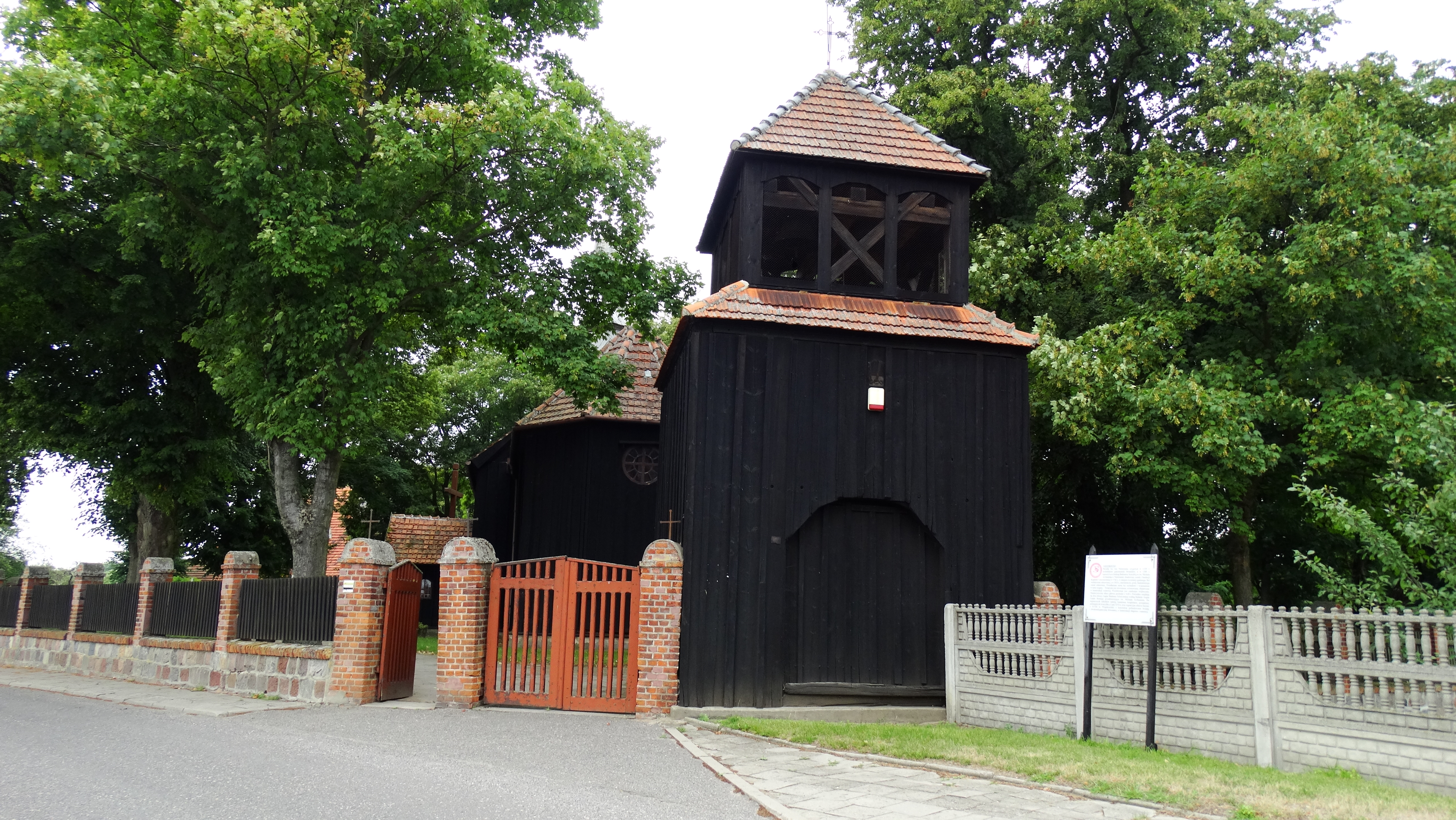
Brama-dzwonnica
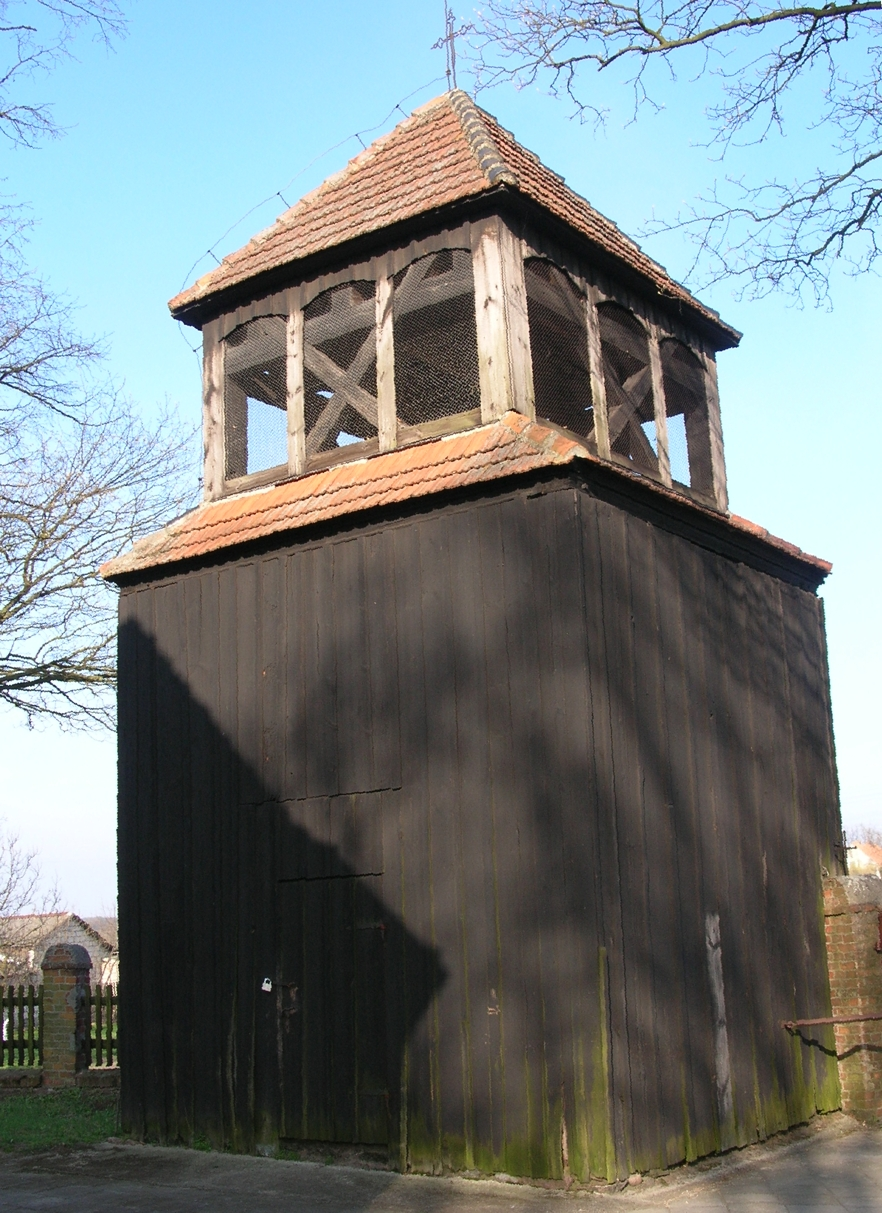
Drewniana dzwonnica